# Пилени
Это статья об острове, об языке см. статью Пилени (язык)
Пилени (англ. Pileni) — остров в северной части островов Риф, входит в состав провинции Темоту Соломоновых Островов. Несмотря на то, что остров находится Меланезии, основное население острова — полинезийцы. В честь острова был назван язык Пилени, который распространён также на островах: Нупани, Нупаку, Нифитоли, Ауа и Матема.